# Český slavík 2023
Dvacáté páté udílení Českého slavíka se konalo 24. listopadu ve Foru Karlín. Soutěž byla organizována a vysílána prostřednictvím stanice TV Nova v 20:20 hodin středoevropského času. Moderovali ho Ondřej Sokol a Aleš Háma.

## Vítězové

### Zpěvák
1. Marek Ztracený (46 702 hlasů)
2. Vojtěch Dyk (31 667 hlasů)
3. Richard Krajčo (22 553 hlasů)

### Zpěvačka
1. Ewa Farna (60 418 hlasů)
2. Lucie Bílá (60 121 hlasů)
3. Monika Absolonová (32 249 hlasů)

### Skupina
1. Kabát (42 227 hlasů)
2. Mirai (33 448 hlasů)
3. Kryštof (32 111 hlasů)

### Hip Hop a Rap
1. Calin (21 934 hlasů)
2. ATMO music (20 578 hlasů)
3. Marpo (13 541 hlasů)

### Objev roku
- Tereza Balonová

### Nejoblíbenější píseň posluchačů Rádia Impuls
- Hory – O5 a Radeček

### Absolutní slavík
- Ewa Farna (60 418 hlasů)

### Síň slávy
- Václav Neckář

## Seznam písní
Během předávání cen zazněly následující písně:
- Aleš Háma a Ondřej Sokol – úvodní píseň
- Kabát – Rumcajs miloval Manku
- Monika Bagárová – mix písní
- Jana Kirschner – Lovestory
- Helena Vondráčková – mix největších hitů
- Vojtěch Dyk & D.Y.K. – Táto
- Marpo & TroubleGang – mix písní
- Jitka Čvančarová – Boty proti lásce, Roň slzy (vzpomínka na Yvonne Přenosilovou)
- Vesna – My Sister's Crown
- Chinaski – Měl bych si boty zout
- Eva Burešová – Sirény
- Ondřej Gregor Brzobohatý a Igor Timko – Ak nie si moja (vzpomínka na Vašo Patejdla)
- Václav Neckář – Andělé strážní

## Předávající

##### Kategorie Zpěvačka
- Bronzový slavík – Sagvan Tofi
- Stříbrný slavík – Martin Dejdar
- Zlatý slavík – Jiří Korn

##### Kategorie Objev roku
- Zlatý slavík – Marie Rottrová

##### Kategorie Hudební skupina
- Bronzový slavík – Jiří Mádl a Vojtěch Vodochodský
- Stříbrný slavík – Jakub Štáfek, Michaela Petřeková, Gabriela Heclová
- Zlatý slavík – Michael Kocáb

##### Kategorie Hip Hop a Rap
- Bronzový slavík – Marta Dancingerová, Petra Hřebíčková, Sára Korbelová
- Stříbrný slavík – Patrik Kincl, Atilla Végh a Alexander Choupenitch
- Zlatý slavík – Tatiana Dyková

##### Nejoblibenější píseň posluchačů Rádia Impuls
- Zlatý slavík – Jan Daněk a Monika Doležalová (Impulsovi)

##### Kategorie Zpěvák
- Bronzový slavík – Dara Rolins
- Stříbrný slavík – Petra Kvitová
- Zlatý slavík – Helena Vondráčková a Leoš Mareš

##### Kategorie Absolutní vítěz
- Zlatý slavík – Radomír Lapčík a Daniel Grunt

##### Kategorie Síň slávy
- Zlatý slavík – Marta Kubišová